# 馬路須加學園
《馬路須加學園》（日语：マジすか学園）是東京電視台系列電視劇24（每週星期五24:12 - 24:53、JST）由前田敦子主演的電視劇。馬路須加學園系列的第一作。

## 馬路須加學園

### 概要
主演為前田敦子，其他演員多為AKB48與姊妹團體SKE48、SDN48的成員。 

### 登場人物

#### 馬路須加女學園
前田敦子
從八木女子高校轉入馬路須加女学園2年C組。平常看作認真的模範生，然而對其說話時句內若含有「認真」（マジですかぁ～）此詞的話性格會突然變得凶惡，最強的女高中生。有著一段悲傷的過去。

##### 最強武鬥集團喇叭叭（吹奏部）
大島優子
3年級生。吹奏部部長，ace中的ace，王牌中的王牌。高中一年时就以1人之力打垮由30多人组成的矢场久根军团，接着就挫败了当时以sado为首的吹奏部。整个剧本中最强大的存在，其事迹被后辈称为都市传说。优子不仅武力超强，而且有着非同一般的个人魅力，对sado、激辣以及后来的前田的成长都有着很大的影响。
Sado（サド） - 篠田麻里子
3年級生。「Sado」是優子取名的。吹奏部的副部长，ace级别，其实力仅次于优子。刚来马路须加时其实力就引起不小轰动，被服部玉子定为副部长。不久后败于优子手上（sado和同年级的大岛是马路须加以后的顶尖人物）。有着卓尔不群的女王气质。后来优子在病重期间基本由她在料理学校及帮会事务，和大岛优子有着非同一般的友谊。 毕业后在一所医院当护士。
喇叭叭四天王（三年級生）
涉谷 - 板野友美
吹奏部四天王之一，大top级别。涩谷在中学时就是某个帮会的头子，为人倔强，很少服人，唯一敬重的就是大岛优子。争斗上在攻击能力和格斗技巧方面都是上乘。毕业前被前田迅速秒掉，致使内心留下阴影。为了能报仇转入矢场久根。成了矢场的头头。是个有自己想法、不择手段，但做事不会脱离自己的标准的人。 
Black（ブラック） - 柏木由紀
吹奏部四天王之一，大top级别。是个天主教徒，不苟言笑。争斗方面，拳脚水平最强，有一拳击飞数人的记录，而且速度是爆表的。没有直接和前田敦子PK，而是被学服、歌舞伎姐妹、鬼冢四人打倒。毕业后在一家便利店当店员。 
激辣 - 松井玲奈
吹奏部四天王之一，ace级别，其HP是爆表的，极其嗜血。而且精神力和抗击打力特别强，下手超狠。因将学校附近的地痞流氓打得半死而被关在少管所。有着不少脍炙人口经典战役。 sado说此人大脑有点问题，例如要1年生吃掉自己的照片（在第二部劇中因為大島優子的約定，性格得到很大的改變）。其實力可能在Sado甚至前田敦子之上（在跟前田敦子PK時，讓前田敦子陷入苦戰，在前田敦子轉交給学服和歌舞伎姐妹後，也輕鬆把三人打倒並續繼跟前田敦子PK，更在被前田敦子打倒後馬上偷襲前田敦子），因為無法畢業跟大島優子約定了下年一定要畢業。口頭禪：「你生氣了嗎？」 (ねえ、怒ってる？)
鳥居 - 小嶋陽菜
吹奏部四天王之一，EX级别。没有什么拳脚水平，但是有着奇异的精神能力。而且行踪诡异，所以出手很难被抵御。漫画版中的鸟居是一个拥有着超强大脑的天才，因为这个，外界对她抱着巨大的期望。这使她承受着常人难以想象的压力，且同时她又是一个非常慵懒的人（看看她经常是趴在椅子上就知一二）。其强力的大脑和懒散的性格在压力下使人格分成了两个，一个自己呆呆的负责休息；另外一个则平时处于沉睡状态，直到被另外一个自己的危机状态所唤醒！很多同学都质疑过此人的实力，怀疑她的存在是给四天王凑人数的嫌疑，但在第八集鸟居本人说过：“我根本不是做四天王的料”，sado却说：“确实不够——如果是现在的你的话。”当另一个人格被唤醒后，可以通过洞悉对方的弱点从而对对手进行精神和心理攻击 。畢業後去當了女公關。
一年級生
- 動畫 - 仲谷明香
- Jumbo - 田名部生來
- Rice - 米澤瑠美
- 昭和 - 片山陽加

##### 前田四天王
鬼塚達摩（鬼塚だるま） - NaChu
與前田同日轉入2年C組。在第一集中被前田所救，之後就拜前田為師，而一直跟在前田身旁，但前田本人並沒有收她為小弟。
學蘭 - 宮澤佐江
2年A組。性別不一致，认定自己是男生，并穿着男装校服。top级别，前田和真命女的含义是其奋斗下去的动力。学服虽然是新一代的翘楚，但是对上上一代的ace或大top，这只是很悲剧的命运。
歌舞伎姊妹（二年級生）
- 大歌舞伎 - 河西智美

top级别。在马路须加是出了名的不良。在武力方面，目前来看大歌舞伎要胜于妹妹。大歌舞伎的成名绝技是可以借力打力，巧借对方的力来攻击对方。
- 小歌舞伎 - 倉持明日香

小舞伎没有特定招式，老鼠将她的战力定在68分。在第2集中被達摩認為是解說員。
雕刻 - 秋元才加
大top级别，高中时期号称百人一首，争斗赢时会留下一张卡片，除了吹奏部在学校已经无敌手（先后败在腹黑和激辣手上）。毕业后当了职业格斗家，在格斗界崭露头角。

##### 學生
烤內臟組（チームホルモン）（二年級生）
- 宅姐 - 指原莉乃 ：隊長。
- 蹦極 - 仁藤萌乃
- 鰻魚 - 北原里英
- 小亞樹（アキチャ） - 高城亞樹
- 無口 - 小森美果

山椒姊妹（1年生）
- 宮男（長女） - 宮崎美穗
- 愛糖（次女） - 多田愛佳
- 真奈真奈（三女） - 奧真奈美

金眉会（1年生）
- 領袖 - 脇澤美穗
- 幹部 - 繭Co.
- 成員 - 百刈杏、池畠あんず、SHIN-YONG、宮林苑史

其他學生
- 老鼠 - 渡邊麻友
- 搶鏡 - 峯岸南
- Dance - 矢神久美
- Center - 松井珠理奈
- 惠令奈（エレナ） - 小野惠令奈
- 美樹 - 大家志津香
- 夏海 - 松原夏海
- 咲子 - 松井咲子
- 智實 - 中塚智實
- 真由美（マユミ） - 內田真由美
- 晴香 - 石田晴香

畢業典禮上的學生
- 岩佐美咲
- 鈴木瑪莉亞
- 仲川遙香
- 中田千智
- 前田亞美

- 梅田彩佳
- 菊地彩香
- 野中美鄉
- 藤江麗奈
- 小林香菜

- 佐藤堇
- 佐藤夏希
- 近野莉菜
- 增田有華
- 浦野一美

- 大堀惠
- 野呂佳代
- 小原春香
- 石黑貴己
- 植木あさ香

- 大場美奈
- 佐野友里子
- 島崎遙香
- 島田晴香
- 高松惠理

- 竹内美宥
- 永尾瑪利亞
- 中村麻里子
- 森杏奈
- 山内鈴蘭

- 橫山由依

##### 教員關係者
- 野島百合子 - 布施繪理
- 空氣 - 小林進
- 危險 - 手塚通

#### 矢場久根女子商業高校
- 總長 - あじゃ
- 參謀 - 安藤なつ
- 千春 - 佐藤亞美菜
- 早苗 - 佐藤由加理

#### 前田家
- 芳郎 - 甲本雅裕 前田的父親，以前也是個混混，不過結婚之後，做個稱職的父親。
- 幸子 - 鈴木砂羽 前田的母親，是個名副其實的暴走族、混混。初代矢場久根總長。

#### 其他登場人物
- 南 - 高橋南
- 流氓（入院患者） - 龍坐
- Restructuring（入院患者） - 田村奏二郎
- 人妖（入院患者） - 新川將人
- 舎弟（入院患者） - 岸田智志
- 警官 - 谷田真吾
- 老人 - 長島弘和
- 醫者 - 江花智之

其他
- 田中裕士、高野漁、城野雅仁、倉原彩果、木夏咲
- 中嶋春香、圓美穗、吉野めぐみ、柴原麻衣、一岡瑞希

### 音樂
都使用AKB48的樂曲。
片尾曲・插入曲
- 櫻花印記
- 作詞：秋元康　作曲：上杉洋史　編曲：光田健一

主題曲
- 真假搖滾（『2』都有使用）
- 作詞：秋元康　作曲：Candy＆Megane　編曲：野中<MASA>雄一

### 播放日・副標題
| 各話                                                    | 日期          | 副標題     | 副標題                             | 劇本       | 導演               | 收視率 |
| 各話                                                    | 日期          | 原文副標題 | 中譯副標題                         | 劇本       | 導演               | 收視率 |
| ------------------------------------------------------- | ------------- | ---------- | ---------------------------------- | ---------- | ------------------ | ------ |
| 第1話                                                   | 2010年1月8日  |            | 這個世界上，只能認真！             | 森迅史     | 佐藤太             | 4.1%   |
| 第2話                                                   | 2010年1月15日 |            | 歌舞伎姊妹                         | 鎌田智惠   | 佐藤太（劇本協助） | 3.2%   |
| 第3話                                                   | 2010年1月22日 |            | 我的“認真”只為你                   | 鎌田智惠   | 松永洋一           | 3.3%   |
| 第4話                                                   | 2010年1月29日 |            | 山椒姊妹登場                       | 瀨戶山美咲 | 松永洋一           | 4.1%   |
| 第5話                                                   | 2010年2月5日  |            | 雕刻和老鼠                         | 橋本博行   | 佐藤太             | 3.4%   |
| 第6話                                                   | 2010年2月12日 |            | 四大天王 涉谷登場！                | 山岡潤平   | 佐藤太             | 3.8%   |
| 第7話                                                   | 2010年2月19日 |            | 四大天王 Black號召！               | 鎌田智惠   | 松永洋一           | 3.8%   |
| 第8話                                                   | 2010年2月26日 |            | 四大天王最凶暴 激辣笑了            | 橋本博行   | 松永洋一           | 3.8%   |
| 第9話                                                   | 2010年3月5日  |            | 最後四大天王 鳥居 最強犯規         | 鎌田智惠   | 豐島圭介           | 3.8%   |
| 第10話                                                  | 2010年3月12日 |            | 為了南，為了優子                   | 橋本博行   | 豐島圭介           | 4.3%   |
| 第11話                                                  | 2010年3月19日 |            | 前田，認真！Sado...，哭了。        | 山岡潤平   | 松永洋一           | 3.0%   |
| 最終話                                                  | 2010年3月26日 |            | 馬須女全體集合，感動淚水的畢業典禮 | 山岡潤平   | 佐藤太             | 3.4%   |
| 平均收視率3.67%（收視率是關東地區・Video Research調查） |               |            |                                    |            |                    |        |

### 播放電視台
| 播放地域       | 播放電視台           | 系列                      | 播放期間                 | 播放日期・播放時間       |
| -------------- | -------------------- | ------------------------- | ------------------------ | ------------------------ |
| 関東広域圏     | 東京電視台【制作局】 | 東京電視台系列            | 2010年1月8日 - 3月26日   | 週五 24時12分 - 24時53分 |
| 北海道         | 北海道電視台         | 東京電視台系列            | 2010年1月8日 - 3月26日   | 週五 24時12分 - 24時53分 |
| 愛知縣         | 愛知電視台           | 東京電視台系列            | 2010年1月8日 - 3月26日   | 週五 24時12分 - 24時53分 |
| 岡山縣・香川縣 | 瀨戶內電視台         | 東京電視台系列            | 2010年1月8日 - 3月26日   | 週五 24時12分 - 24時53分 |
| 福岡縣         | TVQ九州放送          | 東京電視台系列            | 2010年1月8日 - 3月26日   | 週五 24時12分 - 24時53分 |
| 大阪府         | 大阪電視台           | 東京電視台系列            | 2010年1月11日 - 3月29日  | 週一 24時12分 - 24時53分 |
| 福島縣         | 福島中央電視台       | 日本電視系列              | 2010年4月9日 - 6月25日   | 週五 25時53分 - 26時33分 |
| 新潟縣         | 新潟電視台           | 日本電視系列              | 2010年4月29日 - 7月15日  | 週四 24時38分 - 25時18分 |
| 熊本縣         | 熊本縣民電視台       | 日本電視系列              | 2010年5月8日 - 7月24日   | 週六 24時50分 - 25時30分 |
| 鳥取縣 島根縣  | 日本海電視台         | 日本電視系列              | 2010年5月29日 - 8月14日  | 週六 24時50分 - 25時30分 |
| 鹿兒島縣       | 鹿兒島讀賣電視台     | 日本電視系列              | 2010年7月31日 - 10月16日 | 週六 25時30分 - 26時00分 |
| 廣島縣         | 廣島電視台           | 日本電視系列              | 2011年8月12日 - 11月4日  | 週五 25時03分 - 25時43分 |
| 岩手縣         | IBC岩手放送          | TBS系列                   | 2010年5月7日 - 7月23日   | 週五 25時00分 - 25時40分 |
| 奈良縣         | 奈良電視台           | JAITS                     | 2010年1月15日 - 4月2日   | 週五 25時30分 - 26時10分 |
| 和歌山縣       | 和歌山電視台         | JAITS                     | 2010年7月3日 - 9月18日   | 週六 24時10分 - 25時50分 |
| 滋賀縣         | 琵琶湖放送           | JAITS                     | 2011年6月1日 - 8月24日   | 週三 26時50分 - 27時30分 |
| 全国           | BS JAPAN             | 東京電視台系列 BS數位放送 | 2011年4月10日 - 6月26日  | 週日 23時30分 - 24時05分 |

## 製作人員
- 音樂：MOKU（aotsuki）
- 音樂助手：会沢哲弥、皆川公幸
- 音樂協力：東京電視台ミュージック

| 廣報 - スチール：中原一彦 - 內容業務：合田知弘（東京電視台）、佐藤永麻（東京電視台） - 節目宣傳：荒井正和（東京電視台） - 節目辦公桌：村山こと子（東京電視台） - 網站制作：北川秀範（東京電視台） - 行動電話內容：久保聡司（東京電視台寬頻） - 數據廣播：半田啓介（東京電視台） 協力 - 美術協力：hp、Leche、田中通商、三交社 - 制作協力：ジャンゴフィルム、エネット - 技術協力：パイプライン、日本照明、日映装飾美術、日活撮影所、アオイスタジオ、映広、光影舎、おかもと技理、スタントチームGOCCO、Tec's、グリフィス、M2 music、spirot - 角色分派協力：ファインモーション、ソーレプロモーション、シーグリーン、With&Person、TM コーポレーション、アルファコア、ドラゴンフライエンタテインメント、日活芸術学院 - 協力：AKS 制作 - 首席製作人：岡部紳二（東京電視台） - 製作人：河村庄子（東京電視台）、阿比留一彦（電通）、椋樹弘尚、加藤悦弘 - 副製作人：熊谷隆宏（秋元康事務所） - 製作担当：相良晶 - 監督助手：権撤、菊蔦稔章 - 編劇：増子さおり - 助監督：佐野友秀 - 動作導演：森﨑えいじ（DEEM FACTORY） - 行動助手：雲雀大輔（本編に「看守」役で出演） - 演技事務：廣田啓 - 車輌：飛鳥田義晴、今西健太 - 助理製作人：小松幸敏（東京電視台）、持田雄平（電通） - 制作主任：戸村祥章 - 制作進行：中村尚 - 製作助理：前田峻 - 後期製作監製：篠田学（秋元康事務所）、豊田賀世 - 制作：東京電視台、電通 - 製作著作：「マジすか学園3」製作委員会 | 美術 - 裝飾：古川都和 - 美術：西淵浩佑 - 小道具：中村敬介 - 衣服：天野多恵 - 衣服助手：大平みゆき - 髮型・化妝：大久保恵美子 - 化妝助手：石井のり子 - 裝飾助手：松岡拓 - 裝飾應援：小野善子 技術 - 攝影：小宮由紀夫 - 照明：鈴木敏雄 - 錄音：鈴木昭彦 - 編集：日下部元孝、渋谷陽一 - 攝影助手：古野健也 - 照明助手：中村晋平、斎藤しずか - 錄音助手：黄永晶 - 音響効果：橋本正明 - 線編集：大村勘也 - 線編集助手：池田靖彦 - MA：蜂須賀英幸 - MA助手：栗山若葉 - CG：亘理明生、仲真治 - Making製作：北川謙二（north river） - Making主任：水落誠一、泉千恵 |

### 過去製作人員
| - 鋼：松原研二、石井千保子 - 編成：走尾奈津絵 - 內容事業：長田隆 - 節目宣傳：大石淳子、石井真知子 - 節目辦公桌：矢部歩、橋口知恵子 - 網站制作：森岡真悟 - 美術協力：株式会社ラビット、DHC、中央法規出版、NTT docomo、人形の吉徳、日映装飾 - 制作協力：Faith Wonderworks、U-bridge、Pipeline - 技術協力：バル・エンタープライズ、ビデオフォーカス、オムニバス・ジャパン - 角色分派協力：プラチナムプロダクション、オフィスオーバ、メインキャスト、B.M.FACTORY、レジェンド、フォーピース、ジェイ・キューピック、iDEAL、テンダープロ、スマイルプロモーション、宝映テレビプロダクション、文化学院、STUNT JAPAN - 協力：C.J.performance（車輌）、MGF JAPAN、シネマユース、シャイカー - 臨時演員担当：田山順一 - 特技：関田安明、野貴葵、じゃーじー真輝糸洲 - 美術：畠山和久 - 美術助手：田仲正彦 - 髮型師：茅野しのぶ（office48）、下田翼（AKS） - 衣服：沢柳陽子 - 衣服助手：三宅尚子 - 髮型・化妝：鷲田知樹 - 化妝助手：中澤仁美 - 化妝應援：吉田真佐美 - 標題：清原穂高 - 開頭曲：佐藤太月 - 編舞：HISAKO - 開頭曲CG：大萩真司、今井恭子 - 音樂：古川ヒロシ、ABOTTOレオ | - 照明：片瀬仁美（バル・エンタープライズ）、林大樹 - 錄音：片岡博司（バル・エンタープライズ）、土屋和之 - 編集：村上雅樹 - 攝影助手：駿崎直樹、伊藤慎吾（ザ・チューブ） - 照明助手：徳永恭弘・南雲千尋（バル・エンタープライズ）、深川壽幸、金谷真人、三木達也 - 錄音助手：片山尚子、木村結香、小林亜由美、硲野千晴、牧野実歩 - 線編集：和田多加 - MA：河野弘貴 - VE：古川明（ビデオフォーカス） - CA：佐藤広人 - 音声助手：中島正善 - Making製作：初ヶ浦着夫 - Making構成：中川武士 - 角色分派：内田森、斎藤勇司 - 編劇：押田智子 - 制作辦公桌：河野陽子、掛須夏美 - 制作司機：村松力、松岡邦浩、末次一博 - 製作担当：竹岡実、萩原満、高見明夫 - 制作主任：鍋島章浩、根津文紀 - 制作進行：加藤陽三 - 制作経理：橋本淳司、根津奈都子（Entertainment Partners Asia） - 制作管理：永山雅也 - 腳本：森ハヤシ、瀬戸山美咲、橋本博行、山岡真介 - 助理製作人：金永辰（電通）、高木裕隆（電通） - 副製作人：磯野久美子（秋元康事務所） - 製作人：中川順平、佐谷秀美、森田昇、露木友規枝、石田雄治 - 監督助手：石井清夏、野頭雄一郎、後藤孝太郎、福間智子 - 監督：松永洋一 |

## 製作人員
- 音樂：MOKU（aotsuki）、古川ヒロシ、ABOTTO レオ
- 音樂協力：テレビ東京ミュージック

## 關連項目
- Men☆dol 〜帥男偶像〜 - 連續劇24在2008年冬季放送no3b（小嶋陽菜、高橋南、 峯岸南）主演連續劇。
- 週刊AKB - AKB48・SKE48成員同局出演的冠番節目。
- 馬路須加學園頂尖藍調 - 本編分拆的作品。

## 外部連結
- 馬路須加學園 （页面存档备份，存于）

## 作品變遷
| 東京電視台 電視劇24               | 東京電視台 電視劇24              | 東京電視台 電視劇24 |
| --------------------------------- | -------------------------------- | ------------------- |
|                                   | 馬路須加學園 （2010.1.8 - 3.26） |                     |
| 孃王 Virgin （2009.10.8 - 12.18） | 麻煩男 （2010.4.9 - 7.9）        |                     |